# Mother's little helper
Mother's little helper is een nummer van de Britse band The Rolling Stones. Het nummer verscheen op hun album Aftermath uit 1966. In juli van dat jaar werd het nummer uitgebracht als de tweede en laatste single van het album, met als achterkant Lady Jane. De plaat, een dubbele A-kant, verscheen in diverse landen, waaronder de Verenigde Staten, Nederland en Duitsland, maar niet in het Verenigd Koninkrijk.

## Achtergrond
Mother's little helper is geschreven door zanger Mick Jagger en gitarist Keith Richards. Het nummer werd begin december 1965 opgenomen in de studio van RCA Records in Los Angeles.
Het nummer is een ironisch commentaar op moeders die verslaafd raken aan tranquillizers:
And though she's not really ill, there's a little yellow pill.
She goes running for the shelter of a mother's little helper
And it helps her on her way, gets her through her busy day.
Maar, zoals het liedje vertelt, moeder loopt wel het grote risico op een kwade dag een overdosis in te nemen:
They just helped you on your way, to your busy dying day.
Het karakteristieke, wat bibberige melodietje op de achtergrond werd gespeeld door Keith Richards met een slide op een elektrische 12-snarige gitaar. Jack Nitzsche bespeelde de ‘Nitzsche-phone’ (in feite een piano die op een ongebruikelijke manier was opgenomen). De complete bezetting was:
- Mick Jagger, zang
- Keith Richards, akoestische gitaar en 12-snarige gitaar
- Brian Jones, akoestische gitaar
- Bill Wyman, basgitaar
- Charlie Watts, drums
- Jack Nitzsche, Nitzsche-phone

## Hitnoteringen
In een aantal hitparades, waaronder de Nederlandse Top 40 en de Amerikaanse Billboard Hot 100, kregen Mother's little helper en Lady Jane aparte noteringen. In andere hitparades, waaronder de Parool Top 20, werden ze samengenomen.
Mother's little helper was een hit in onder andere de Verenigde Staten (8 in de Billboard Hot 100), Duitsland (9 in de Musikmarkt Top 100) en Nederland (7 in de Nederlandse Top 40).

### Nederlandse Top 40
| Nummer | 32 | 15 | 11 | 7 | 7 | 8 | 13 | 18 | 23 | uit |

### Parool Top 20
| Hitnotering: 20-08-1966 t/m 15-10-1966 | Hitnotering: 20-08-1966 t/m 15-10-1966 | Hitnotering: 20-08-1966 t/m 15-10-1966 | Hitnotering: 20-08-1966 t/m 15-10-1966 | Hitnotering: 20-08-1966 t/m 15-10-1966 | Hitnotering: 20-08-1966 t/m 15-10-1966 | Hitnotering: 20-08-1966 t/m 15-10-1966 | Hitnotering: 20-08-1966 t/m 15-10-1966 | Hitnotering: 20-08-1966 t/m 15-10-1966 | Hitnotering: 20-08-1966 t/m 15-10-1966 | Hitnotering: 20-08-1966 t/m 15-10-1966 |
| Week                                   | 1                                      | 2                                      | 3                                      | 4                                      | 5                                      | 6                                      | 7                                      | 8                                      | 9                                      |                                        |
| -------------------------------------- | -------------------------------------- | -------------------------------------- | -------------------------------------- | -------------------------------------- | -------------------------------------- | -------------------------------------- | -------------------------------------- | -------------------------------------- | -------------------------------------- | -------------------------------------- |
| Nummer                                 | 12                                     | 7                                      | 5                                      | 5                                      | 5                                      | 5                                      | 6                                      | 6                                      | 17                                     | uit                                    |

### NPO Radio 2 Top 2000
| Nummer met noteringen in de NPO Radio 2 Top 2000 | '03  | '04  | '05 | '06  |
| ------------------------------------------------ | ---- | ---- | --- | ---- |
| Mother's Little Helper                           | 1651 | 1687 | -   | 1792 |

1. ↑  Een '-' betekent dat het nummer niet was genoteerd en een vetgedrukt getal geeft de hoogste notering aan.
2. ↑  2003 was het eerste jaar met een notering voor dit nummer.
3. ↑  Deze tabel is bijgewerkt tot en met de laatste editie (2024).

## Op verzamelalbums
Behalve op Aftermath staat het nummer ook op de volgende verzamelalbums:
- Flowers
- Through the Past, Darkly (Big Hits Vol. 2)
- Hot Rocks 1964–1971
- Singles Collection: The London Years
- Forty Licks
- Singles 1965-1967
- Rolled Gold+: The very best of The Rolling Stones
- GRRR! (de meest uitgebreide versie)

## Invloed
Nadat het liedje op de markt kwam, raakte de term Mother's little helper in zwang als een aanduiding voor een psychofarmacon, vooral voor een psychofarmacon waaraan de gebruiker gemakkelijk verslaafd raakt, zoals diazepam.
Veel televisieseries hebben een aflevering ‘Mother's little helper’ gehad, zoals Casualty, Medium, Once Upon a Time en Supernatural.